# Stanisław Kwapień
Stanisław Kwapień (ur. 20 lutego 1942 w Skorcach k. Prużany) – polski matematyk, profesor zwyczajny, członek rzeczywisty Polskiej Akademii Nauk.

## Życiorys
Był pracownikiem Wydziału Matematyki, Informatyki i Mechaniki Uniwersytetu Warszawskiego. Doktoryzował się w Instytucie Matematycznym PAN w 1968 roku na podstawie pracy Metody analityczne w półklasycznej teorii potencjału napisanej pod kierunkiem Zbigniewa Ciesielskiego, habilitował się w 1972 roku, w 1990 otrzymał tytuł profesora nauk matematycznych. Od 1988 roku członek Towarzystwa Naukowego Warszawskiego, od 1994 członek korespondent, od 2010 członek rzeczywisty PAN.
W swoich pracach zajmuje się analizą funkcjonalną i teorią prawdopodobieństwa. Wydał m.in. Random Series and Stochastic Integrals. Single and Multiple (1990; z Wojborem A. Woyczyńskim).
23 sierpnia 1980 roku dołączył do apelu 64 uczonych, pisarzy i publicystów do władz komunistycznych o podjęcie dialogu ze strajkującymi robotnikami.
Otrzymał Nagrodę im. Stefana Banacha (1971), Nagrodę Fundacji im. Alfreda Jurzykowskiego (1998), Medal im. Stefana Banacha (2006). W 2009 roku odznaczony Krzyżem Kawalerskim Orderu Odrodzenia Polski (M.P. z 2010, nr. 28, poz. 329). W 2017 otrzymał nagrodę Prezesa Rady Ministrów.